# Antonio Bernal Redondo
Antonio Bernal Redondo (Córdoba, 13 de febrero de 1957), escultor e imaginero español.

## Biografía
Se graduó en Artes y Oficios en 1976, trabajando como delineante, aunque continuó su formación para convertirse en imaginero.
En 1987, la Hermandad de la Merced realizó en la Diputación de Córdoba, la exposición "El arte en el diseño de las cofradías" invitando a participar a varios artistas, entre ellos a Antonio Bernal. Este evento dio impulso a su carrera, teniendo su primer encargo, un Nazareno para Adamuz.
Después crea un taller junto con su amigo, también imaginero, Francisco Romero Zafra, con el que realizó múltiples obras destinadas a diferentes hermandades de penitencia. En el año 2001 ambos artistas deciden separarse, y Antonio instala su propio taller que actualmente se encuentra en la Plaza de las Doblas de Córdoba. 

## Obra
- Misterio de Jesús de las Penas, 1993, Hermandad de la Esperanza (Córdoba).
- Nuestro Señor Jesucristo en su Sagrado Descendimiento, misterio, y María Santísima de la Encarnación , 1993-1994, Hermandad del Sagrado Descendimiento, Montilla (Córdoba).
- María Santísima de la O, 1994 y Nuestro Padere Jesus de la Victoria en sus Tres Caídas, 2019, pro-Hermandad de la O de Córdoba.
- Misterio de la Humildad y Paciencia, 1994-1997, Hermandad de la Paz (Córdoba).
- Misterio de Jesús en su Prendimiento, 1998-2008, Hermandad del Prendimiento (Córdoba).
- Misterio del Resucitado, 2000-2003, Hermandad del Resucitado (Córdoba).
- María Santísima de la Caridad y Consolación, 1999, Hermandad de la Santa Cena (Jaén).
- Misterio de Jesús Salvador en su Santa Cena, 2000-2006, Hermandad de la Santa Cena (Jaén).
- Misterio de Jesús de la Soledad en las Negaciones de San Pedro, desde 2000, Hermandad del Dulce Nombre (Málaga).
- María Santísima del Rosario, 2004, Hermandad de la Juventud, Montemayor (Córdoba).
- María Santísima del Dulce Nombre, 2005, Hermandad del Dulce Nombre (Málaga).
- Santísimo Cristo de las Penas, Ntra Sra de las Lágrimas y misterio completo de la Sagrada Lanzada, 2006-2012 (Hermandad de la Sagrada Lanzada de Elche).
- Misterio de las Tres Caídas, 2005-2006, Hermandad de las Tres Caídas de Granada.
- Imagen de la Inmaculada Virgen María, 2008 (Monasterio de Santa Clara, Clarisas de Elche).
- Santísimo Cristo de la Conversión, 2009, Hermandad de la Sangre (Córdoba).
- Misterio del Santísimo Cristo de las Almas, 2008-2011, Hermandad del Descendimiento de Cabra.
- Misterio de las Santas Mujeres Camino del Sepulcro, 2009-2010 , Cofradía de San Pedro Apóstol de Cieza.
- María Santísima de Salud, 2011, Hermandad de la Caridad (Jaén).
- Imagen del Fundador de las CMT el Padre Francisco Palau y Quer, 2011 (Carmelitas Misioneras Teresianas de Elche).
- Virgen del Carmen (Convento de los Carmelitas de Toledo) 2012.
- Imagen sedente de San Juan de Ávila, Doctor de la Iglesia Universal (Mezquita-catedral de Córdoba), 2013.
- Virgen del Carmen (Convento de los Carmelitas Descalzos) Lima Perú, 2013.
- San Juan Pablo II (Iglesia de San Miguel de Córdoba), 2014
- Restauración de Nuestra Señora del Carmen (Cuevas de San Marcos), 2015.
- Restauración de Nuestra Señora de los Ángeles (Ciudad Real), 2016.
- Nueva policromía para María Stma. de Gracia y Esperanza (Baeza 2018).
- Santísimo Cristo de la Juvenud, 2024, Hermandad de la Juventud, Montemayor (Córdoba).

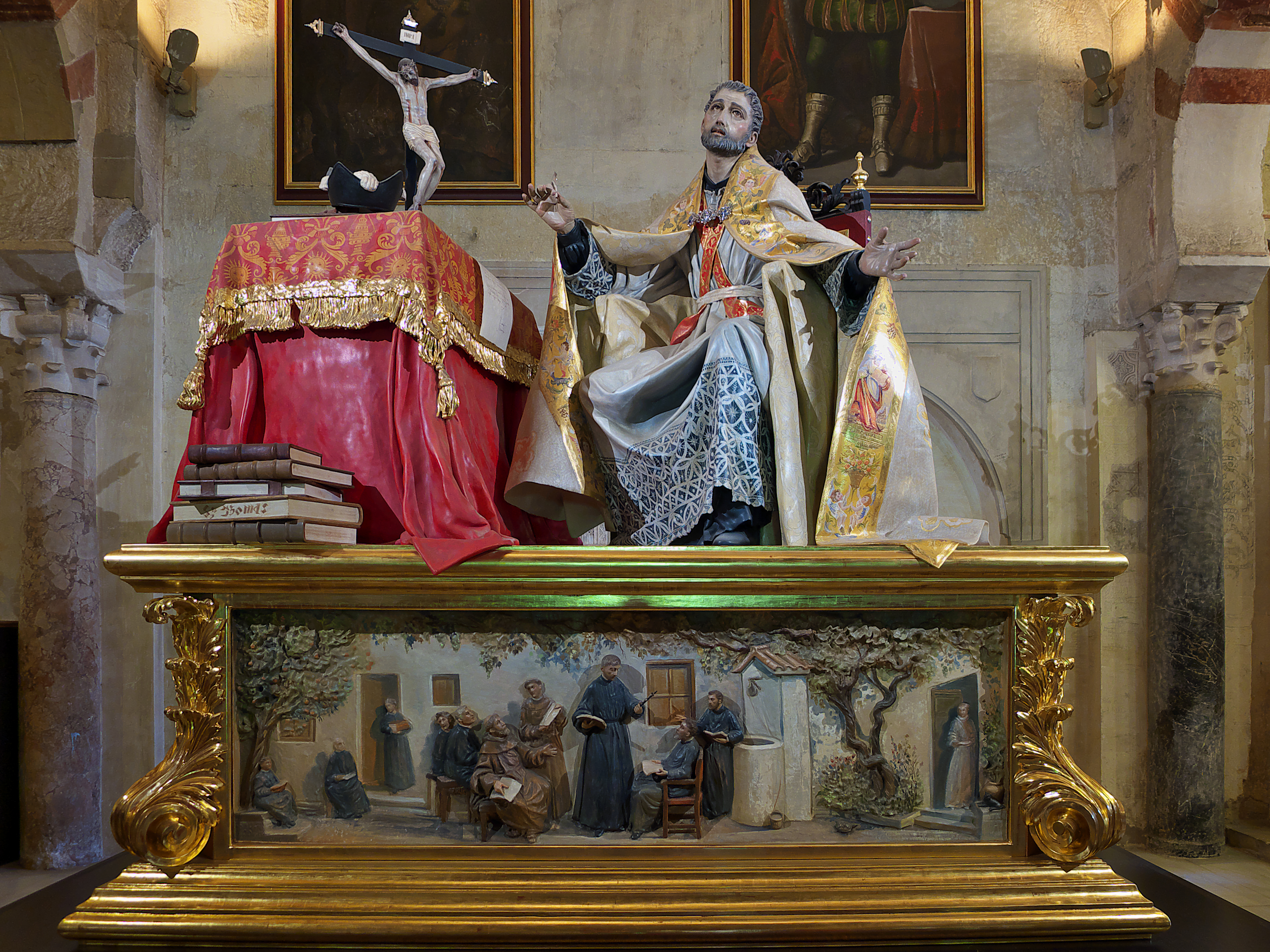
San Juan de Ávila, Doctor de la Iglesia - Mezquita-Catedral de Córdoba

|                                                  |
| Jesús de la Soledad y soldados judíos de Málaga. |

|                                                 |
| Misterio de la Humildad y Paciencia de Córdoba. |

|                                    |
| Misterio de la Santa Cena de Jaén. |

|                             |
| Virgen de la Salud de Jaén. |